# Puig d'en Galileu
El Puig d'en Galileu es una montaña situada en la sierra de Tramontana (Mallorca, Islas Baleares, España).
Esta montaña destaca por varios factores: es uno de los cincuenta y cuatro picos de más de mil metros situados en Mallorca con 1.181 m, forma parte del gran recorrido 221 (GR-221) y a pesar de ser una de las montañas más altas de las Islas Baleares, su dificultad es F.
- Datos: Q16623261